# 주니퍼 (가수)
주니퍼(본명: 박준영, 1976년 1월 15일 ~)는 대한민국의 가수이다. 2001년에 5인조 록 밴드로 데뷔하였고 2집부터는 보컬 박준영이 솔로로 활동 중이다.

## 생애
주니퍼(박준영)는 2001년 부활의 멤버였던 채제민, 최승찬, 정준교와 기타리스트 반상균과 함께 5인조 락 발라드 밴드로 데뷔하였다. 특히, 1집의 타이틀 곡인 《하늘 끝에서 흘린 눈물》은 많은 남성 팬들에게 큰 인기를 끌었으며 지금까지도 노래방에서 인기 있는 노래 중 하나이다.
2004년 2집 발표 이후 결혼을 했지만 금전적인 어려움으로 가수 활동을 그만두고 실용음악학원을 개원하였다. 많을 때는 전국에 39개의 분원이 있을 정도로 큰 성공을 거두었으나 아내의 건강 문제로 모든 걸 내려두고 괌으로 이민을 떠나게 되었다. 괌에서 아내의 건강이 호전되자 가족 모두 괌에 정착하였고 현재 괌에서 게스트하우스 사업을 하고 있다.
2015년 엠넷의 음악프로그램 《너의 목소리가 보여》시즌2에 출연하였고 이후 다시 가수 활동을 시작하고 있다.

## 학력
- 서울여의도초등학교
- 윤중중학교
- 홍익대학교 경영학과
- 서울예술대학 실용음악과

## 이전 구성원
| 이름   | 소개 |
| ------ | --- |
| 채제민 | - 출생: 1969년 3월 6일 (52세) - 포지션: 드럼/퍼커션 - 학력: - 한일장신대학교 CCM음악학과 학사 - 국제신학대학원대학교 실용음악과 석사 - 소속사: 부활엔터테인먼트 - 경력: 티삼스, 부활의 드러머 |
| 최승찬 | - 포지션: 키보드/보컬/코러스 - 경력: 부활, 송골매의 키보디스트 |
| 반상균 | - 포지션: 기타 |
| 정준교 | - 포지션: 베이스 - 경력: 부활, 송골매의 베이시스트 |

## 음반 목록

### 정규 앨범
- 2001년 1집 《Junyfore》
- 2004년 2집 《Break Up》

### 싱글 앨범
- 2004년 《Summer》
- 2014년 《그때까지만》
- 2017년 《끝났다》

## 수상 경력
- 1997년 수원 가요제 대상
- 1999년 청주 MBC 가요제 대상
- 2000년 김포시 가요제 대상
- 2005년 문화장관부 대중문학부분 가창상

## 방송
- 2015년 엠넷 《너의 목소리가 보여》 시즌2 9회(12월 17일)
- 2017년 엠넷 《너의 목소리가 보여》 시즌4 19회(7월 6일)